# 丹後 (企業)
株式会社丹後（たんご）は、愛媛県今治市喜田村に本社を置くタオルメーカー。

## 概要
保険業･不動産業を営む丹後博文が廃業準備を進めていたタオルメーカーの事業継承を目的に設立。丹後の前身の会社は1925年にタオル製造業として創業した老舗メーカーであった。会社を引き継いだものの、会社をたたむために受注を減らしていたこともあり、仕事はゼロの状態からのスタートであった。
2016年に自社ブランド「OLSIA（オルシア）」を開始。

## 沿革
- 2015年7月 - 「株式会社丹後」設立。
- 2016年 - 自社ブランド「OLSIA」を開始。

## 関連会社
- アクティブ愛媛総合センター（保険代理店業）
- 愛媛総合センター（不動産取引業）